# Physaria reediana
Physaria reediana är en korsblommig växtart som beskrevs av O'kane och Al-shehbaz. Physaria reediana ingår i släktet Physaria och familjen korsblommiga växter. Inga underarter finns listade i Catalogue of Life.

## Bildgalleri

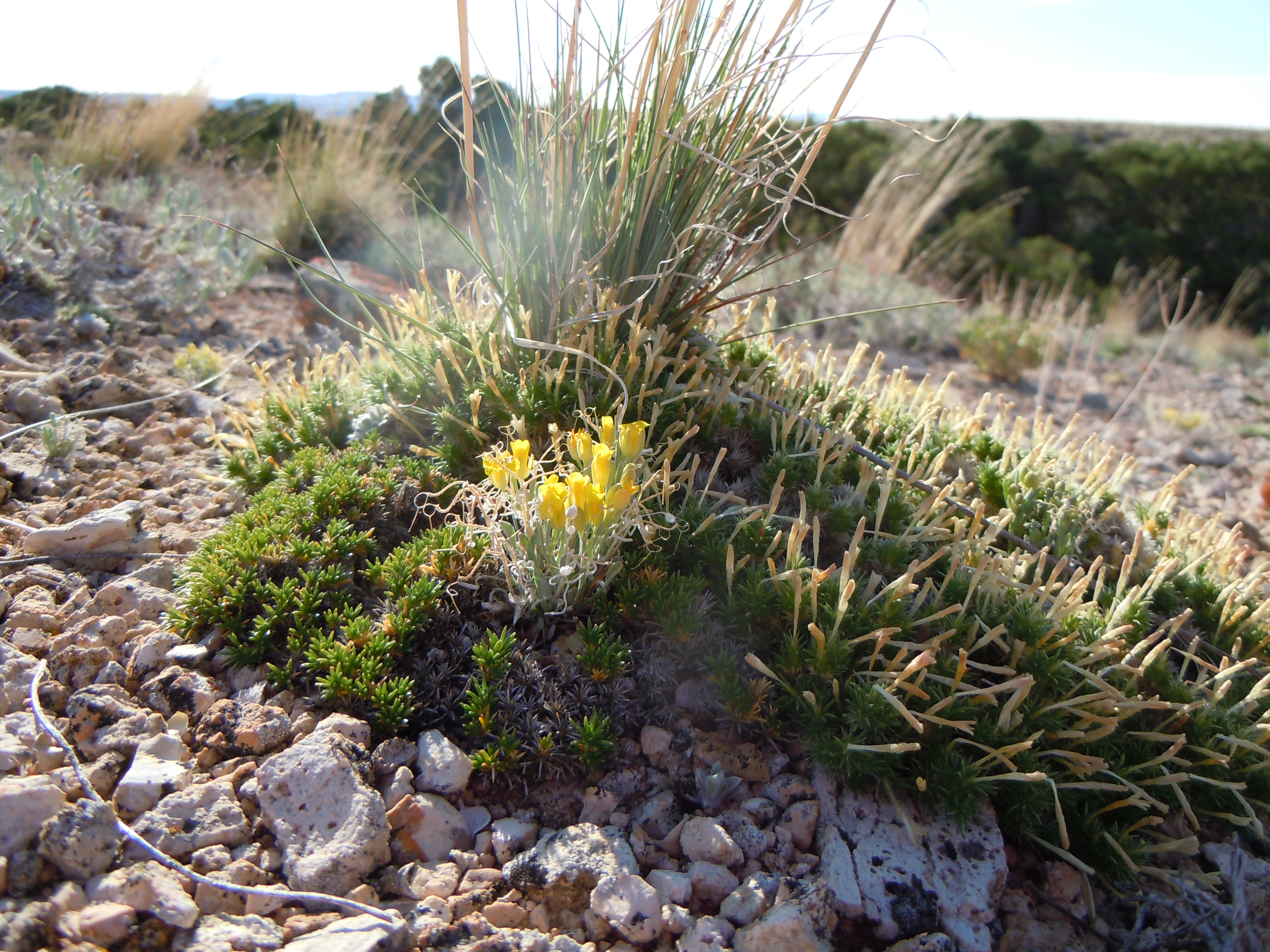
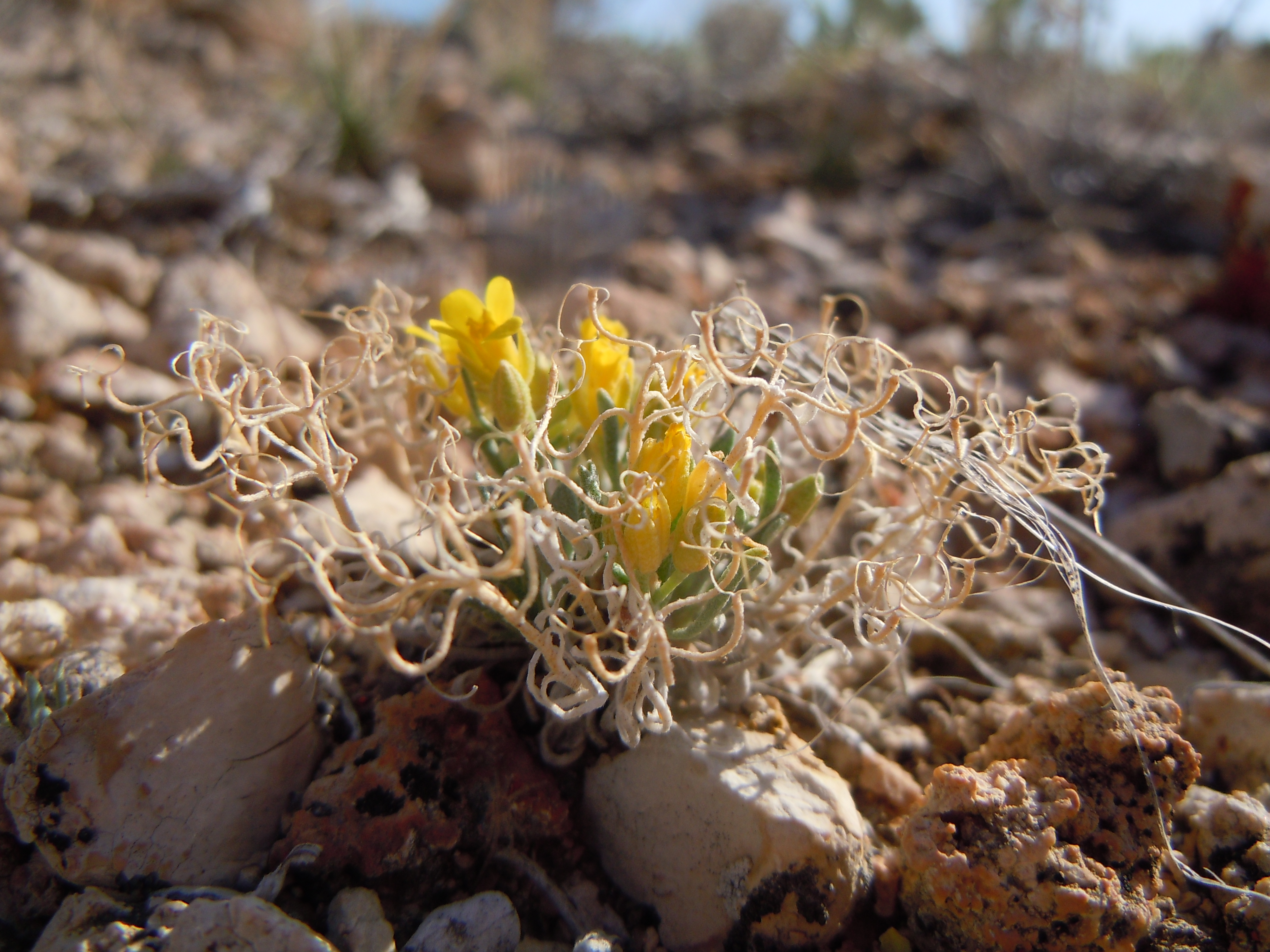
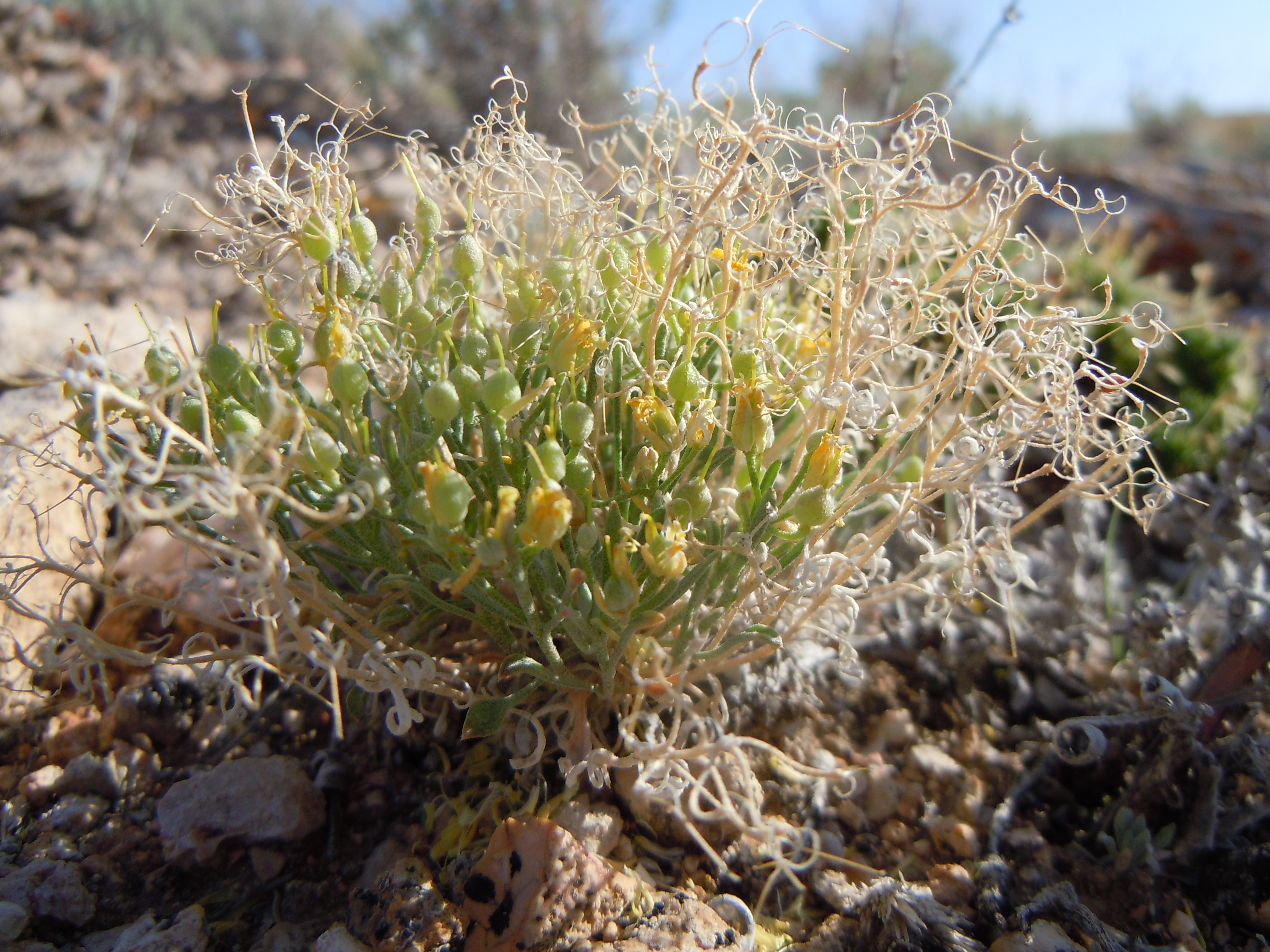